# Vanessa Williams
Vanessa Lynn Williams (ur. 18 marca 1963 w Nowym Jorku) – amerykańska aktorka, piosenkarka i autorka tekstów piosenek. Od 2007 posiada gwiazdę na Hollywoodzkiej Alei Gwiazd.

## Życiorys

### Wczesne lata
Urodziła się w nowojorskim Bronx, w stanie Nowy Jork, jako córka Afroamerykanki Helen Tinch i Mulata Miltona Williamsa. Jej rodzice byli nauczycielami muzyki w liceum, zaszczepili jej miłość do sztuki od najmłodszych lat, a jej zainteresowania artystyczne skłoniły ją do studiowania teatru muzycznego na studiach.
Dorastała w klasie średniej wraz z młodszym bratem Chrisem w Millwood, w stanie Nowy Jork. Uczyła się gry na fortepianie i rogu. W 1981 otrzymała stypendium z Uniwersytetu Syracuse w nowojorskim Syracuse.

### Kariera
W 1983 zdobyła tytuł Miss Nowego Jorku i następnie startowała do wyborów Miss Ameryki w Atlantic City. W dniu 17 września 1983 roku była pierwszą czarnoskórą Amerykanką, która zwyciężyła w konkursie Miss Ameryki, lecz gdy ujawniono jej zdjęcia z 1982 w negliżu dla magazynu „Penthouse”, 24 lipca 1984 roku została zmuszona do oddania korony najpiękniejszej Amerykanki.
Swoją karierę ekranową zapoczątkowała gościnnym udziałem w serialach: NBC Partnerki w kryminale (Partners in Crime, 1984) z Loni Anderson, ABC T.J. Hooker (1986) z Williamem Shatnerem i Heather Locklear oraz sitcomie ABC Statek miłości (The Love Boat, 1986) z Tedem McGinleyem i Teri Hatcher. W 1985 zadebiutowała na Broadwayu w musicalu One Man Band, a dwa lata później trafiła na kinowy ekran w komedii romantycznej Podrywacz artysta (The Pick-up Artist, 1987) u boku Roberta Downeya Jr., Dennisa Hoppera, Danny’ego Aiello i Harveya Keitela.
Brała udział w reklamach RadioShack, paski wybielające zęby Crest, kosmetyki Proactiv Solution i L’Oréal.
Jej debiutancki album, The Right Stuff (1988), wzmocnił jej rosnącą karierę muzyczną, status złotej płyty, zdobył trzy nominacje do Grammy oraz szacunek dla branży rozrywkowej. Jej drugi album, The Comfort Zone (1991), okazał się jeszcze bardziej udany i, podobnie jak kolejna płyta The Sweetest Days (1994), zdobyły status platynowej. Pod koniec lat 90. Vanessa Williams była prawdziwą popową księżniczką z przebojami takimi jak „Save the Best for Last”, „Dreamin” i „Colors of the Wind” („Kolorowy wiatr”) pochodzący z filmu animowanego Pocahontas (1995).
Zagrała w dramacie sci-fi Harley Davidson i Marlboro Man (Harley Davidson and the Marlboro Man, 1991) z Mickeyem Rourke, Donem Johnsonem i Danielem Baldwinem, sitcomie NBC Bajer z Bel-Air (The Fresh Prince of Bel-Air, 1992) z Willem Smithem.
W 1994 za rolę w musicalu Freda Ebba na podstawie powieści Manuela Puiga Pocałunek kobiety pająka (Kiss of the Spider Woman) otrzymała Theatre World Award. W 1996 rola Rose Alvarez w telewizyjnej adaptacji musicalu ABC Bye Bye Birdie (1995) przyniosła jej nominację do Image Award. Zebrała dobre recenzje jako Lee Cullen w dreszczowcu Egzekutor (Eraser, 1996) u boku Arnolda Schwarzeneggera, Jamesa Caana i Jamesa Coburna. W telewizyjnym filmie muzycznym VH1 Kolęda primadonny (A Diva’s Christmas Carol, 2000) wg opowiadania Charlesa Dickensa Opowieść wigilijna w reżyserii Richarda Schenkmana wystąpiła jako Ebony Scrooge.
Za kreację Hazel Scott w telewizyjnym dramacie biograficznym Buntownik XX wieku (Keep the Faith, Baby, 2000) odebrała nagrodę Złotej Satelity. W 2006 przyjęła rolę wyrafinowanej Wilhelminy Slater, wieloletniej dyrektor artystycznej pisma „Mode”, która bardzo liczyła na stanowisko naczelnej w serialu ABC Brzydula Betty (Ugly Betty). Po zakończeniu produkcji Brzyduli stacja ABC zatrzymała Vanessę, która przyjęła rolę Renee Perry w Gotowych na wszystko, współlokatorki Lynette Scavo z czasów college’u.
W 2008 powróciła na Uniwersytet w Syracuse, gdzie ukończyła studia na wydziale dramatu ze stopniem licencjata ze sztuk.

### Życie prywatne
2 stycznia 1987 wyszła za mąż za Ramona Herveya, z którym ma trójkę dzieci: dwie córki – Melanie (ur. 1987) i Jillian (ur. 1989) oraz syna Devina (ur. 1993). Jednak w 1997 doszło do rozwodu. 26 września 1999 poślubiła kanadyjskiego koszykarza i aktora Ricka Foxa, z którym ma córkę Sashę Gabriellę (ur. 1 maja 2000). W sierpniu 2004 doszło do separacji, a w 2005 rozwiodła się. 4 lipca 2015 wyszła za mąż za Jima Skripa.

## Filmografia

### Filmy kinowe
- 1987: Podrywacz artysta (The Pick-up Artist) jako Rae, dziewczyna z psem
- 1988: Na celowniku (Under the Gun) jako Samantha Richards
- 1991: Sobowtór (Another You) jako Gloria
- 1991: Harley Davidson i Marlboro Man (Harley Davidson and the Marlboro Man) jako Lulu Daniels
- 1994: Score with Chicks
- 1996: Egzekutor (Eraser) jako Lee Cullen
- 1997: Gangster (Hoodlum) jako Francine Hughes
- 1997: Przepis na życie (Soul Food) jako Teri
- 1999: Elmo (The Adventures of Elmo In Grouchland) jako Królowa Odpadów
- 1999: Elmo (The Adventures of Elmo In Grouchland) jako królowa Odpadów
- 1999: Zbuntowana klasa (Light It Up) jako Audrey McDonald
- 2000: Shaft jako Carmen Vasquez
- 2004: Wakacje rodziny Johnsonów (Johnson Family Vacation) jako Dorothy Johnson
- 2006: Mój brat (My Brother) jako L’Tisha Morton
- 2007: And Then Came Love jako Juile
- 2008: Hannah Montana: Film

### Filmy TV
- 1989: Bez Osłonek (Full Exposure: The Sex Tapes Scandal) jako Valentine Hayward
- 1990: O chłopcu, który kochał Boże Narodzenie (The Kid Who Loved Christmas) jako Lynette Parks
- 1990: Perry Mason: Urwany śpiew (Perry Mason: The Case of the Silenced Singer) jako Terri Knight
- 1992: Stompin’ at the Savoy jako Pauline
- 1992: Jacksonowie: Amerykański sen (The Jacksons: An American Dream) jako Suzanne de Passe
- 1995: Nic nie trwa wiecznie (Nothing Lasts Forever) jako dr Kathy ‘Kat’ Hunter
- 1995: Bye Bye Birdie jako Rose Alvarez
- 1997: Odyseja (The Odyssey) jako Calypso
- 1998: Miłosna samba (Dance with Me) jako Ruby Sinclair
- 1998: Sport przyszłości (Futuresport) jako Alexandra ‘Alex’ Torres
- 2000: Odważna miłość (The Courage to Love) jako matka Henriette Delille
- 2000: Don Kichot (Don Quixote) jako Dulcinea/Aldonza
- 2000: Kolęda primadonny (A Diva’s Christmas Carol) jako Ebony Scrooge
- 2001: Trzecia wojna światowa (WW3) jako M.J. Blake
- 2002: Buntownik XX wieku (Keep the Faith, Baby) jako Hazel Scott
- 2004: Na zawołanie (Beck and Call) jako Zoe
- 2007: Piękny świat brzyduli Betty (The Beautiful World of Ugly Betty) jako narrator/Wilhelmina Slater

### Seriale TV
- 1984: Partnerki w kryminale (Partners in Crime) jako Roselle Robins
- 1986: T.J. Hooker jako Pat Williamson
- 1986: Statek miłości (The Love Boat)
- 1992: Bajer z Bel-Air (The Fresh Prince of Bel-Air) jako Danny Mitchell
- 1996: Star Trek: Stacja kosmiczna (Star Trek: Deep Space Nine) jako Arandis
- 1997: Między braćmi (Between Brothers) jako Rebecca
- 1999: Lekarze z Miasta Aniołów (L.A. Doctors) jako dr Leanne Barrows
- 2000: Światowy styl (Style World) jako Gospodarz
- 2002: Ally McBeal jako Sheila Hunt
- 2003: Puls miasta (Boomtown) jako detektyw Katherine Pierce
- 2006: South Beach jako Elizabeth
- 2006–2010: Brzydula Betty (Ugly Betty) jako Wilhelmina Slater
- 2010–2012: Gotowe na wszystko (Desperate Housewives) jako Renee Perry
- 2012–2013: 666 Park Avenue jako Olivia Doran

## Dyskografia

### Albumy studyjne
| Rok  | Tytuł             | Wydawca       | Premiera        |
| ---- | ----------------- | ------------- | --------------- |
| 1988 | The Right Stuff   | Wing/Mercury  | 6 czerwca       |
| 1991 | The Comfort Zone  | Wing/Mercury  | 20 sierpnia     |
| 1994 | The Sweetest Days | Wing/Mercury  | 6 grudnia       |
| 1996 | Star Bright       | Mercury       | 5 listopada     |
| 1997 | Next              | Mercury       | 26 sierpnia     |
| 2004 | Silver & Gold     | Lava/Atlantic | 12 października |
| 2005 | Everlasting Love  | Lava/Atlantic | 25 stycznia     |
| 2009 | The Real Thing    | Concord       | 2 czerwca       |

### Składanki
| Rok  | Tytuł                                                                          | Wydawca | Premiera       |
| ---- | ------------------------------------------------------------------------------ | ------- | -------------- |
| 1998 | Greatest Hits: The First Ten Years                                             | Mercury | 17 listopada   |
| 2003 | The Christmas Collection: The Best Of                                          | Mercury | 23 września    |
| 2003 | 20th Century Masters – The Millennium Collection: The Best Of Vanessa Williams | Mercury | 7 października |
| 2004 | Love Songs                                                                     | Mercury | 13 stycznia    |